# Вільне (Божедарівська селищна громада)
Ві́льне — село в Україні, у Божедарівській селищній громаді Кам'янського району Дніпропетровської області.
Орган місцевого самоврядування — Божедарівська селищна рада. Населення — 448 мешканців.

## Населення

### Мова
Розподіл населення за рідною мовою за даними перепису 2001 року:
| Мова            | Кількість | Відсоток |
| --------------- | --------- | -------- |
| українська      | 416       | 92.86%   |
| російська       | 20        | 4.46%    |
| білоруська      | 8         | 1.79%    |
| гагаузька       | 1         | 0.22%    |
| інші/не вказали | 3         | 0.67%    |
| Усього          | 448       | 100%     |

## Географія
Село Вільне примикає до смт Божедарівка, на відстані 1 км знаходиться село Олексіївка. Через село проходить автомобільна дорога Т 0433, поруч проходить залізниця, станція Божедарівка за 1,5 км.